# Mental Madness
Mental Madness Records ist ein Hamburger Plattenlabel für elektronische Musik, welches im Jahr 2001 von Dennis Bohn und Matthias Menck gegründet wurde.

## Geschichte
Im Dezember 2006 wurde die 100. Release unter dem Titel The Anthem veröffentlicht mit Remixes der „Mental Madness Allstars“, unter denen sich Rob Mayth, Bangbros und Verano befinden. Knapp zwei Jahre später im November 2008 wurde die 150. Platte unter dem Titel booty-files vol. 1 veröffentlicht, ein weiteres Jahr danach erfolgte das 200. Release – diesmal als normale Single.
Seit Oktober 2008 bietet der Online Vinyl-Store Cuepoint eine Reihe namens Mental Madness Box an. Dieses Set besteht jeweils aus fünf Vinyls.
Zum Jahresende 2019 hatte Mental Madness ein Repertoire von über 1.100 Musikveröffentlichungen.
Als Special Edition veröffentlichte das Label eine Edition der besten und erfolgreichsten Veröffentlichungen 2019.

## Bekannte Künstler (Auswahl)
- Alex Megane
- Andrew Spencer
- Aquagen
- Bangbros
- Brooklyn Bounce
- Discotronic
- DJ Dean
- Kompulsor
- Mainfield
- Silver Nikan
- Special D.